# Yeghnik
Yeghnik (en armenio: Եղնիկ, también romanizado como Eghnik y Yekhnik; hasta 1946, Dadalu) es una comunidad rural situada en la provincia de Aragatsotn, en Armenia. Según el censo de 2011, tiene una población de 336 habitantes.
La iglesia del pueblo, dedicada a San Nshan, data de 1866.
Se ubica en el centro-oeste de la provincia, unos 5 km al noreste de Talin.